# Oczczuguj-Botuobuja
Oczczuguj-Botuobuja (ros. Оччугуй-Ботуобуя lub Малая Ботуобуя, Małaja Botuobuja) – rzeka w Rosji (Jakucja); prawy dopływ Wiluja. Długość 342 km; powierzchnia dorzecza 11,1 tys. km²; średni roczny przepływ u ujścia 40 m³/s.
Źródła na Płaskowyżu Nadleńskim; płynie szeroką doliną w kierunku północnym po Wyżynie Środkowosyberyjskiej; w dorzeczu bogate złoża diamentów.
Główny dopływ Irelach (lewy); główna miejscowość Ałmaznyj.
Zamarza od października do maja (w tym przez 5 miesięcy do dna); zasilanie śniegowo-deszczowe.